# Conceição das Laranjeiras
Conceição das Laranjeiras é um distrito do município brasileiro de São Geraldo do Baixio, no interior do estado de Minas Gerais. Segundo o censo demográfico de 2022, realizado pelo Instituto Brasileiro de Geografia e Estatística (IBGE), sua população era de 315 habitantes e havia 134 domicílios particulares permanentes ocupados. Possui área de 67,51 km² conforme a Fundação João Pinheiro (FJP). Foi criado pela lei nº 196 de 25 de fevereiro de 2003.
De acordo com o IBGE, em 2010 a população era de 380 habitantes e havia 186 domicílios particulares.